# Carex sprengelii
Carex sprengelii är en halvgräsart som beskrevs av Chester Dewey och Spreng.. Carex sprengelii ingår i släktet starrar, och familjen halvgräs. Inga underarter finns listade i Catalogue of Life.

## Bildgalleri

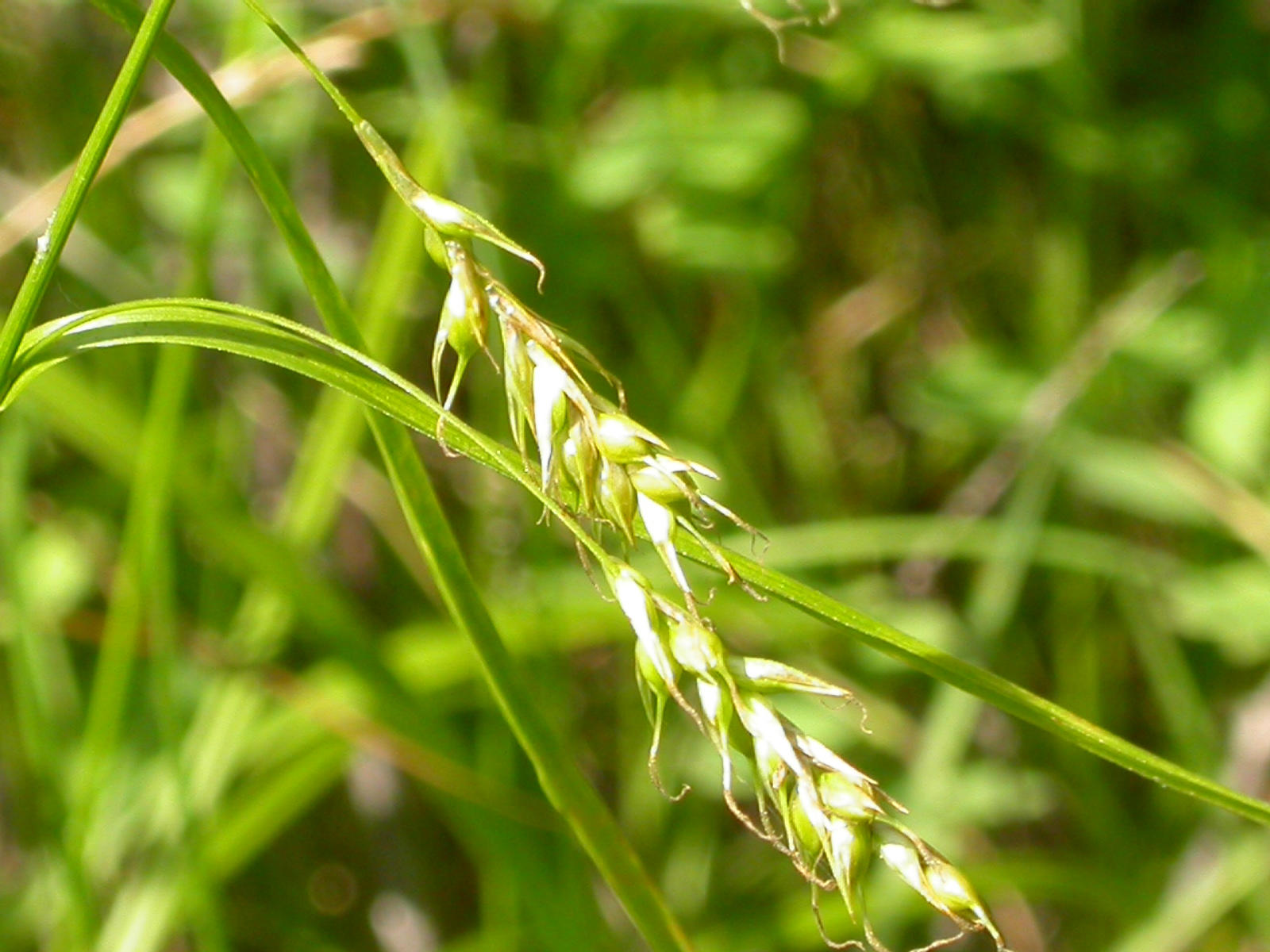
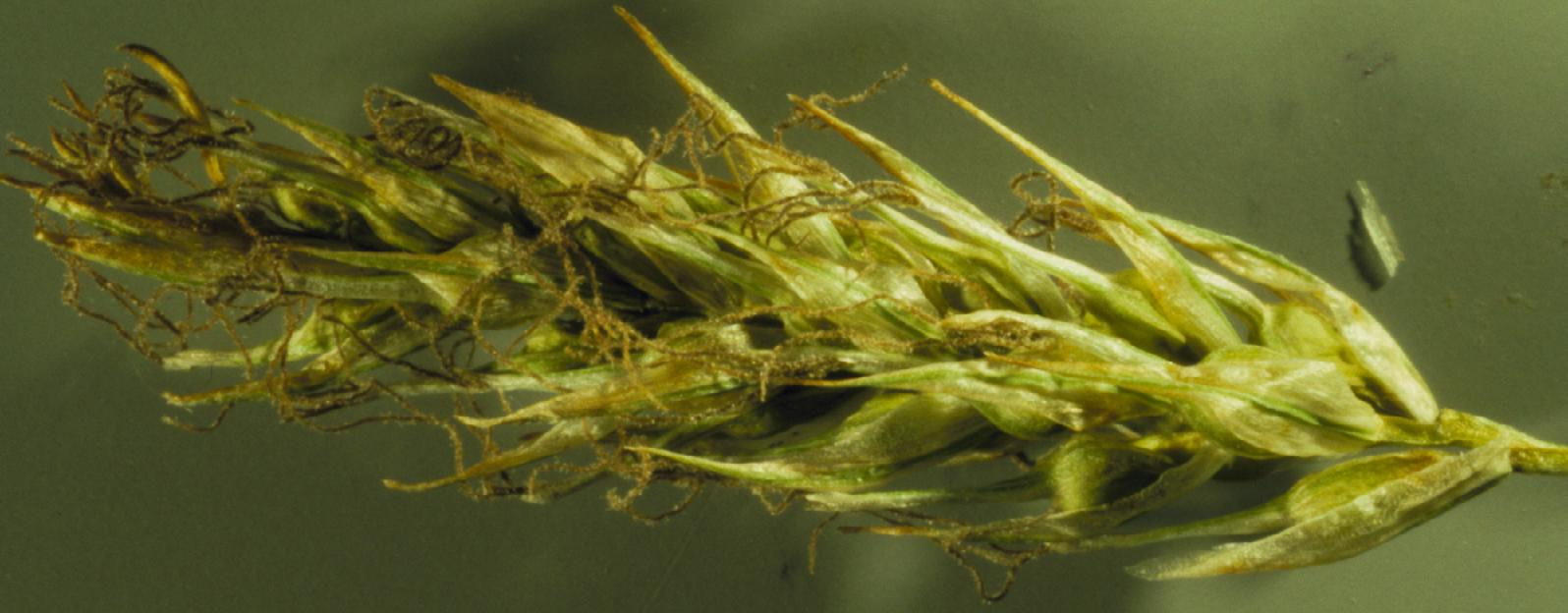
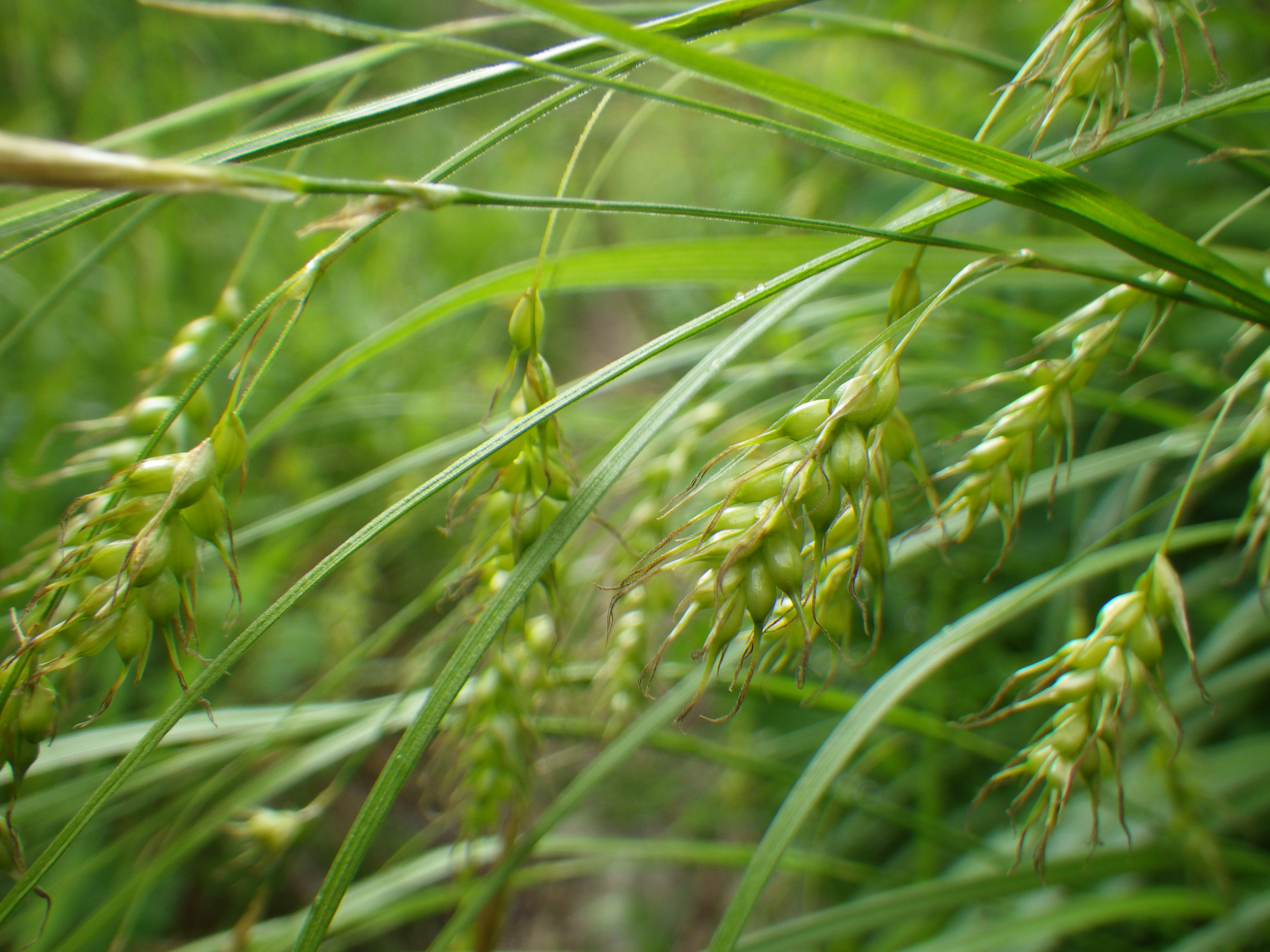
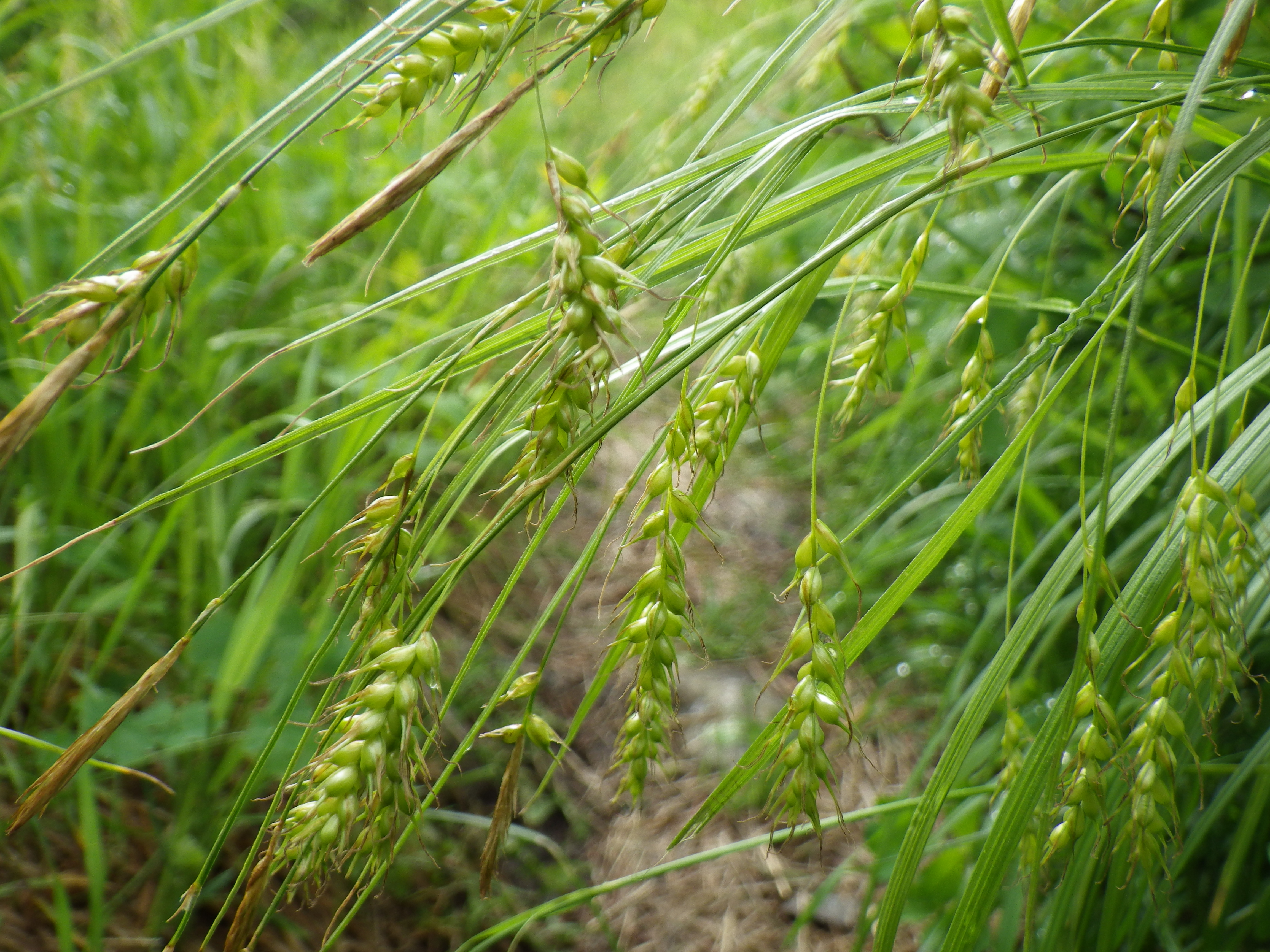